# GRID 2
GRID 2 — гоночний симулятор на двигуні EGO Game Technology Platform,що відрізняється високою реалістичністю як графіки, так і фізики. Важливою частиною ігрового процесу гри є режим кар'єри, під час якої гравець побуває в Європі, Азії та Північній Америці, як у великих містах, так і в оточенні мальовничої природи.

## Ігровий процес
Події гри відбуватиметься на реальних трасах і вулицях по всьому світу. Як і в першій частині локації будуть ділитися на США, Європу та Японію.
В грі є три основних види гонок:
1. Вуличні гонки.
2. Гоночні траси.
3. Нова особливість GRID 2, дорожні гонки.Гравцю належить зіграти на високошвидкісних відкритих трасах і довгих дорогах.

## Список автомобілів
- Alfa Romeo 4C
- Alfa Romeo 8C Competizione
- Alfa Romeo Giulietta Quadrofoglio Verde
- Ariel Atom 3
- Aston Martin One-77
- Aston Martin V12 Zagato
- Aston Martin V12 Vanquish (2012)
- Audi TT RS Roadster
- Audi R8 LMS Ultra
- Audi RS5
- Bac Mono
- BMW 1 Series M Coupe
- BMW 320si Touring Car
- BMW M3 Sport Evolution (E30)
- BMW M3 Coupe (E92)
- Bugatti Veyron Super Sport
- Caterham Lola SP300R
- Chevrolet Camaro Z28 (1970)
- Chevrolet Camaro SS (2009)
- Chevrolet Cruze Touring Car
- Chevrolet Corvette Z06
- Dodge Challenger SRT8 392 (2011)
- Dodge Charger R/T (1970)
- Dallara DW12 Indycar (IndyCar Pack)
- Ford Focus ST (2013)
- Ford Mustang Mach 1 (1970)
- Ford Mustang Boss 302 (2012)
- GC Automobile GC10-V8
- Honda NSX-R
- Honda S2000
- Hyundai Genesis Coupe
- IndyCar Pace car (Chevrolet Camaro SS і Corvette Z06 в забарвленні IndyCar) (IndyCar Pack)
- Jaguar XKR-S
- KTM X-Bow R
- Koenigsegg Agera R
- Mazda RX-7 Type RZ
- McLaren F1 GT
- McLaren MP4-12C
- McLaren MP4-12C GT3 (McLaren Racing Pack)
- Mercedes-Benz 190E 2.5-16 Evoluzione II
- Mercedes-Benz C 63 AMG
- Mercedes-Benz SL 65 AMG Black Series
- Mercedes-Benz SLR McLaren 722 Edition
- Mercedes-Benz SLR McLaren 722 GT (Head Start Pack)
- Mercedes-Benz SLS AMG GT3
- Nissan Fairlady Z Version S TT
- Nissan 370Z Roadster
- Nissan Silvia Spec-R Aero (S15)
- Nissan Nismo R34 GT-R Z Tune
- Nissan GT-R Spec V (R35) (GTR Racing Pack)
- Pagani Huayra
- SRT Viper GTS (2013)
- Subaru BRZ
- Volkswagen Golf R (2012)
- Volvo S60 BTCS
- Zenvo ST1